# Rui Nabeiro
Manuel Rui Azinhais Nabeiro ComIH - ComMAIC (Campo Maior, 28 de marzo de 1931 - Lisboa, 19 de marzo de 2023) fue un empresario y político portugués.

## Biografía
De familia humilde, empezó a trabajar cuando tenía unos doce años. Ayudó a su madre en una pequeña tienda de comestibles y a su padre y sus tíos en el negocio de la torrefacción de café, en una época en la que los efectos de la guerra civil se dejaban sentir en España y la zona fronteriza era un lugar de contrabando.
A los diecisiete años, tras la muerte de su padre, se hizo cargo de la pequeña planta de torrefacción familiar. Para hacer crecer la empresa, promovió la venta de café en España, creando más tarde una empresa con sus tíos, Torrefação Camelo, de la que llegó a ser gerente. Sin embargo, insatisfecho con la sociedad, dejó la dirección de la empresa y fundó su propio negocio con su mujer y sus hijos en 1961, Delta Cafés, que, además de una pequeña tienda de comestibles, pronto empezó a tostar café. Así nació la marca Delta, que en pocos meses se distribuyó por todo el país, abriendo un almacén comercial en Lisboa en 1963 y otro en Oporto en 1964.
Antes del 25 de abril de 1974, y en dos ocasiones, Rui Nabeiro fue nombrado alcalde de Campo Maior - en 1962 y 1972, habiendo ejercido la función durante menos de un año, alegando incompatibilidades, la primera vez con los demás miembros de la Cámara, y la segunda con el gobernador civil de Portalegre. Sin embargo, Nabeiro volvió al cargo - ahora elegido democráticamente por el Partido Socialista - en 1977, fue reelegido dos veces y permaneció en el cargo hasta 1986.
Empresario de referencia en el mercado del café, en 1982 fundó Novadelta y en 1984 creó una nueva planta de tueste, en aquel momento la mayor de la península ibérica. En 1988 creó el holding Nabeirogest, a través del cual tiene actualmente inversiones en agricultura y viticultura, distribución de alimentos y bebidas, venta de coches al por menor, inmobiliaria y hoteles.
El 9 de junio de 1995, Mário Soares le concedió el grado de Comendador de la Orden Civil del Mérito Agrícola, Industrial y Comercial Clase Industrial, y el 5 de enero de 2006, Jorge Sampaio le distinguió como Comendador de la Orden del Infante D. Henrique.
En 2002 se presentó una biografía de Rui Nabeiro, titulada O homem. Una obra - la de Rui Nabeiro, escrita por Tereza Castro Ribeiro Reis. En 2007 se inauguró el Centro Educativo Alice Nabeiro para atender las necesidades extraescolares de los niños de Campo Maior. Con el patrocinio de Delta, la Universidad de Évora creó en 2009 la Cátedra Rui Nabeiro para promover la investigación, la docencia y la divulgación científica en el ámbito de la biodiversidad.
Fue Cónsul Regional Honorario de España, con sede en Campo Maior y con jurisdicción en los distritos de Castelo Branco, Beja, Portalegre y Évora.
Es el abuelo materno del jinete taurino Marcos Bastinhas.